# سیارک ۲۵۴۸۲
سیارک ۲۵۴۸۲ (به انگلیسی: 25482 Tallapragada، نامگذاری:1999XM72) بیست و پنج هزار و چهارصد و هشتاد و دومین سیارک کشف شده‌است که در ۷ دسامبر ۱۹۹۹ کشف شد.
قدر مطلق سیارک برابر ۱۴.۸ است.